# Призма Дове

Призма Дове

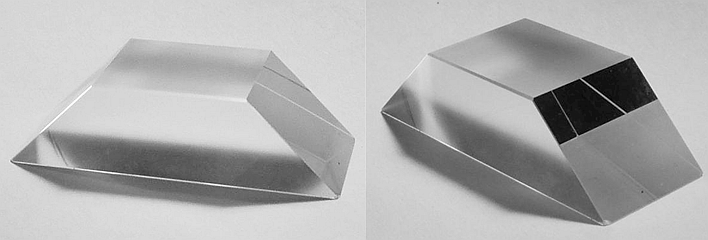
Призми Дове

Призма Дове — відбивна призма, призначена для обертання зображення при збереженні напрямку світла . Названа на честь свого винахідника Генріха Дове. У головному перетині призма являє собою равнобедренную трапецію, бічні сторони якої нахилені до основи під кутом 45 ° . Світло, яке увійшло в одну з похилих граней, заломлюється і відчуває повне внутрішнє віддзеркалення від довгої основи. Відбившись, воно виходить через другу похилу грань в тому ж напрямку, в якому йшло до потрапляння в призму. При спостереженні крізь призму Дове видиме зображення дзеркально перевернуте щодо вихідного. В оптичному приладобудуванні використовується властивість призми повертати зображення на вдвічі більший кут, ніж повернена призма навколо осьового променя . Призму Дове розташовують тільки в паралельних пучках, оскільки в іншому випадку порушується симетричність променів які виходять . За промислової класифікації така призма позначається АР-0 ° . 